# Alexander Kuoppala
Alexander Kuoppala (11 de abril de 1974) es un músico finlandés, conocido mundialmente por formar parte de Children of Bodom como guitarrista rítmico desde 1995 hasta el 2003.

## Biografía
Alexander comenzó a tocar la guitarra cuando solo tenía 10 años de edad. Su madre fue quien le enseñó a tocar la guitarra, introduciéndole a lo básico de esta. Los estilos que le influenciaron fueron principalmente el blues y jazz, aunque pasado unos años cambiaría dramáticamente su estilo. Su experiencia con el heavy metal comenzó con bandas como W.A.S.P., Judas Priest, Manowar y Ozzy Osbourne.
Siendo trompetista en un local de bandas, conoció a Jaska Raatikainen, un trompista que también había sido baterista de una banda llamada, en su tiempo, Inearthed. Como la banda necesitaba un guitarrista rítmico y ambos músicos estaban bien juntos, Alexander fue invitado a unirse a ellos en 1995.
El mismo año, se unió a una banda formada por algunos amigos de su conocida como los Keytoes, que tocaba música disco/soul en directo en acontecimientos. No fue complicado para él mantener un horario estacionario con Inearthed y Keytoes durante los primeros años de la banda. Sin embargo, en 1998, un año después del debut de Children of Bodom con Something Wild, dejó los Keytoes para irse de gira con Children of Bodom. No obstante, se volvió a unir a ellos en 2000 como guitarrista. En numerosas entrevistas, Alexander ha declarado que cada músico debería tocar tantos estilos como sea posible, sin centrarse demasiado en uno solo.
Cuando Children of Bodom estaba intentando llegar a un acuerdo por Something Wild, Alexander fue el único que dio una copia del álbum a Sami Tenetz (de Thy Serpent), que se lo pasó al propietario de Spinefarm Records. En ese momento, ambos músicos trabajaban para una empresa llamada Inex Partners. Alexander era un conductor de camiones.
En su tiempo en Children of Bodom, la personalidad de Alexander era la de un hermano mayor, siendo cinco años mayor que muchos de sus componentes (y seis que Henkka Seppälä). Hablando sobre él, Alexi Laiho se refiere como un divertido y despreocupado chico que se volviá completamente loco en el escenario y daba mucha energía a sus actuaciones. Alexander era la persona que respondía a muchos de los correos de los admiradores de Children of Bodom en los primeros años de la banda.
En 2003 la banda dejó Finlandia para tocar en la gira mundial de Hate Crew Deathroll y las cosas fueron normales hasta abril, cuando Alexander empezó a gastar más tiempo para sí mismo y a hablar con su novia por teléfono móvil. Así en julio de ese año, se aproximó a Alexi y le dijo que iba a dejar la banda. La separación ocurrió de manera no hostil y las razones de Alexander fueron que el estilo de vida de una banda no iban con él y también quería pasar más tiempo con su novia y construir una familia.
En el concierto al aire libre de Tuska Alexander tocó por última vez con la banda y Alexi hizo rápidos arreglos para que su compañero de banda de Sinergy, Roope Latvala, pudiera terminar la gira con ellos.
Después de dejar Children of Bodom, Alexander empezó a enseñar música en la escuela de música finlandesa Tauko. Tuvo una hija en el año 2004. En 2006, Alexander volvió a la escena musical como guitarrista de la banda de hard rock del músico finés Timo Rautiainen. Alexander tocará en el primer álbum solista de Timo, Sarvivuori y participó en las actuaciones en directo de la banda. Actualmente no sigue con la banda de Timo Rautiainen.

## Discografía

### Children of Bodom
Álbumes
- Something Wild - (1997)
- Hatebreeder - (1999)
- Tokyo Warhearts - (1999)
- Follow the Reaper - (2000)
- Hate Crew Deathroll - (2003)

## Guitarras

### Alexander's ESP Custom
- BODY: Alder
- NECK: Hard Maple
- FINGERBOARD: Ebony, 24 frets
- SCALE: 25,5 inch
- JOINT: Neck-thru
- PICKUP: EMG HZ-H4
- BRIDGE: Original Floyd Rose
- CONTROL: Volume 1